# ایزو ۲۹۱۱۰
ایزو ۲۹۱۱۰، استاندارد نرم‌افزاری برای یک شرکت، سازمان، بخش یا پروژه کوچک (کمتر از ۲۵ نفر) است. استاندارد عمومی توسعه نرم‌افزار ایزو ۱۲۲۰۷ برای توسعه نرم‌افزار متوسط و بزرگ می‌باشد که با حذف کردن موارد دست و پاگیر آن استاندارد ایزو ۲۹۱۱۰ مناسب پروژه‌های کوچک طراحی شده‌است.